# Columnea crassifolia
Columnea crassifolia är en tvåhjärtbladig växtart som beskrevs av Adolphe-Théodore Brongniart och Lem.. Columnea crassifolia ingår i släktet Columnea och familjen Gesneriaceae. Inga underarter finns listade i Catalogue of Life.

## Bildgalleri

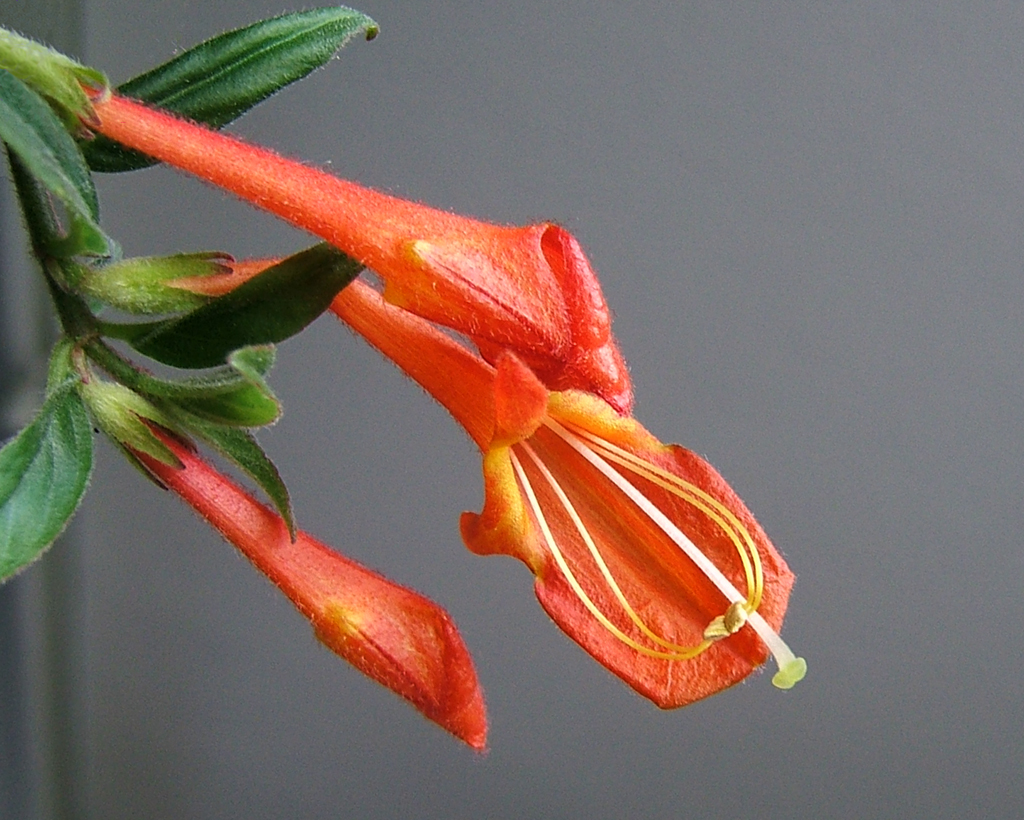
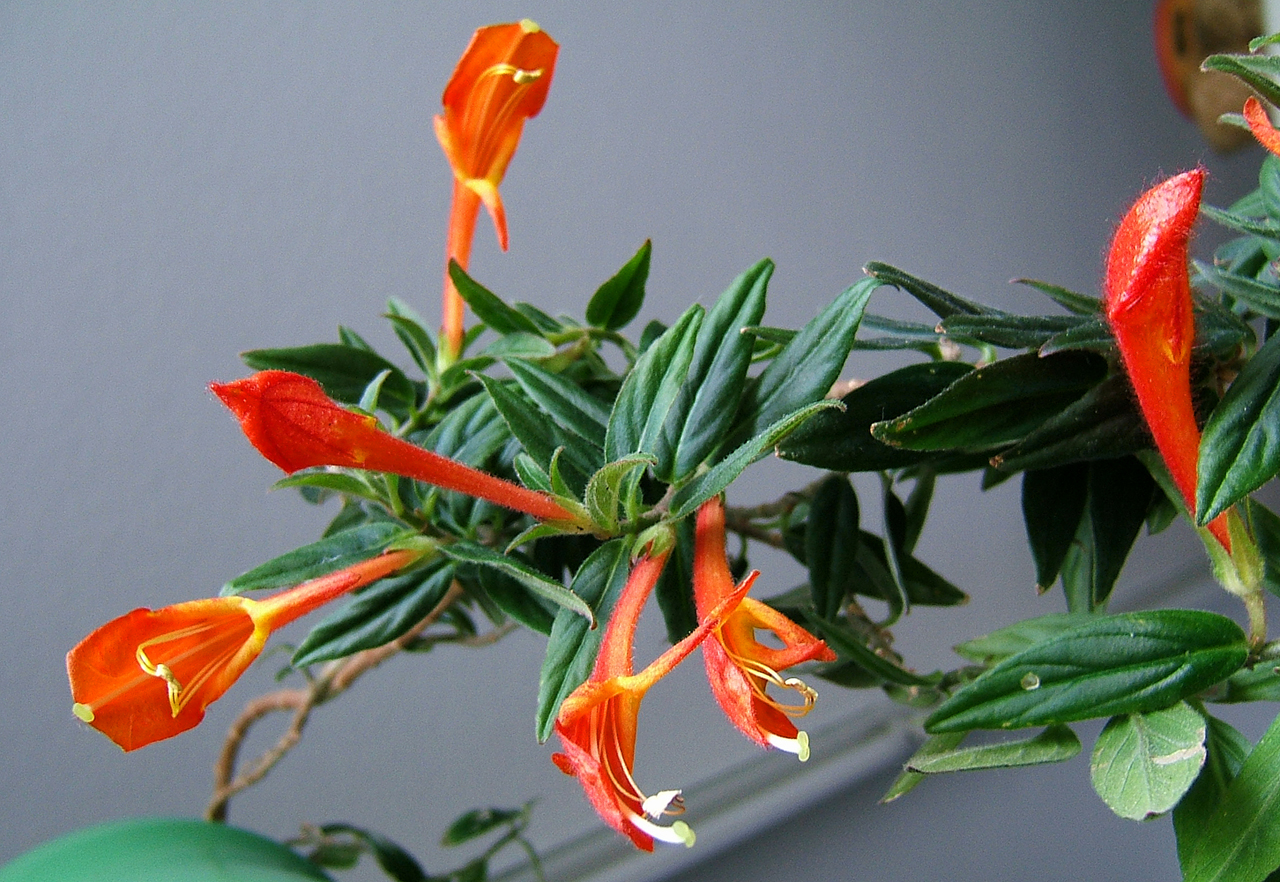
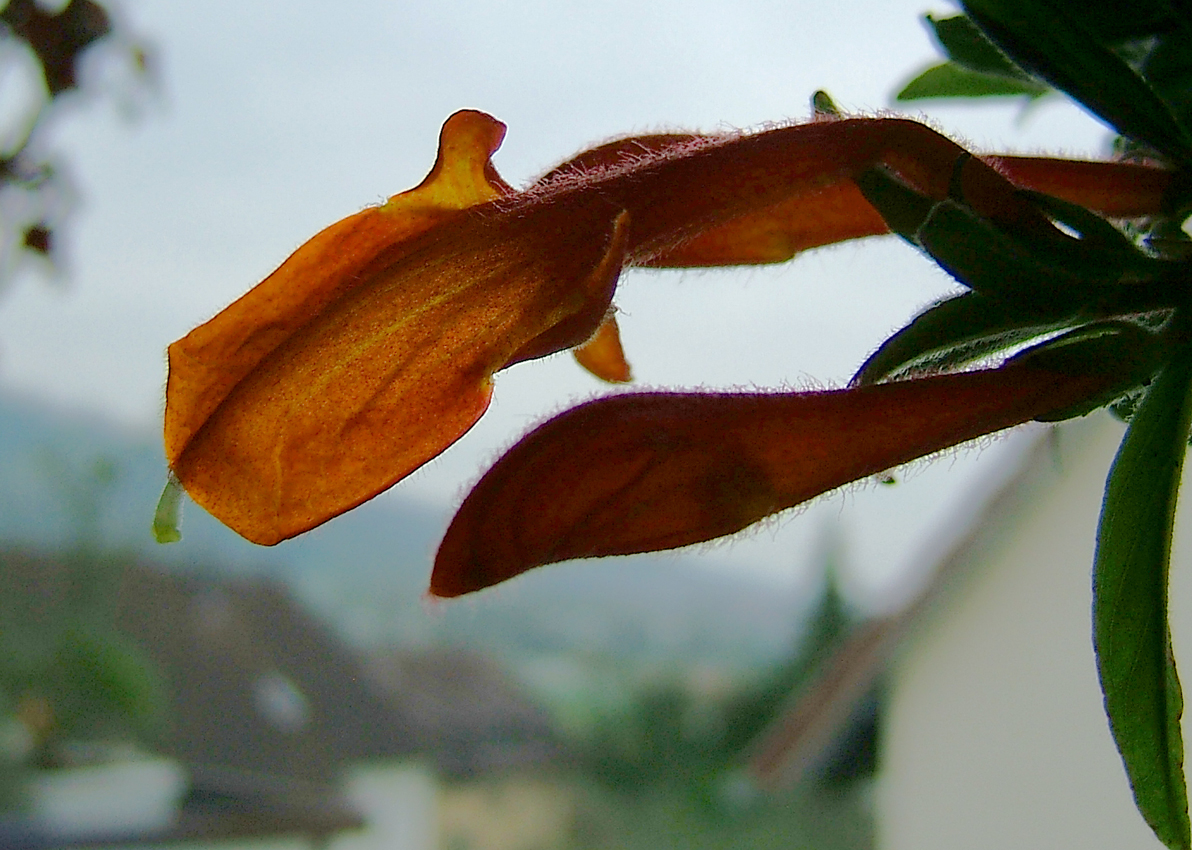
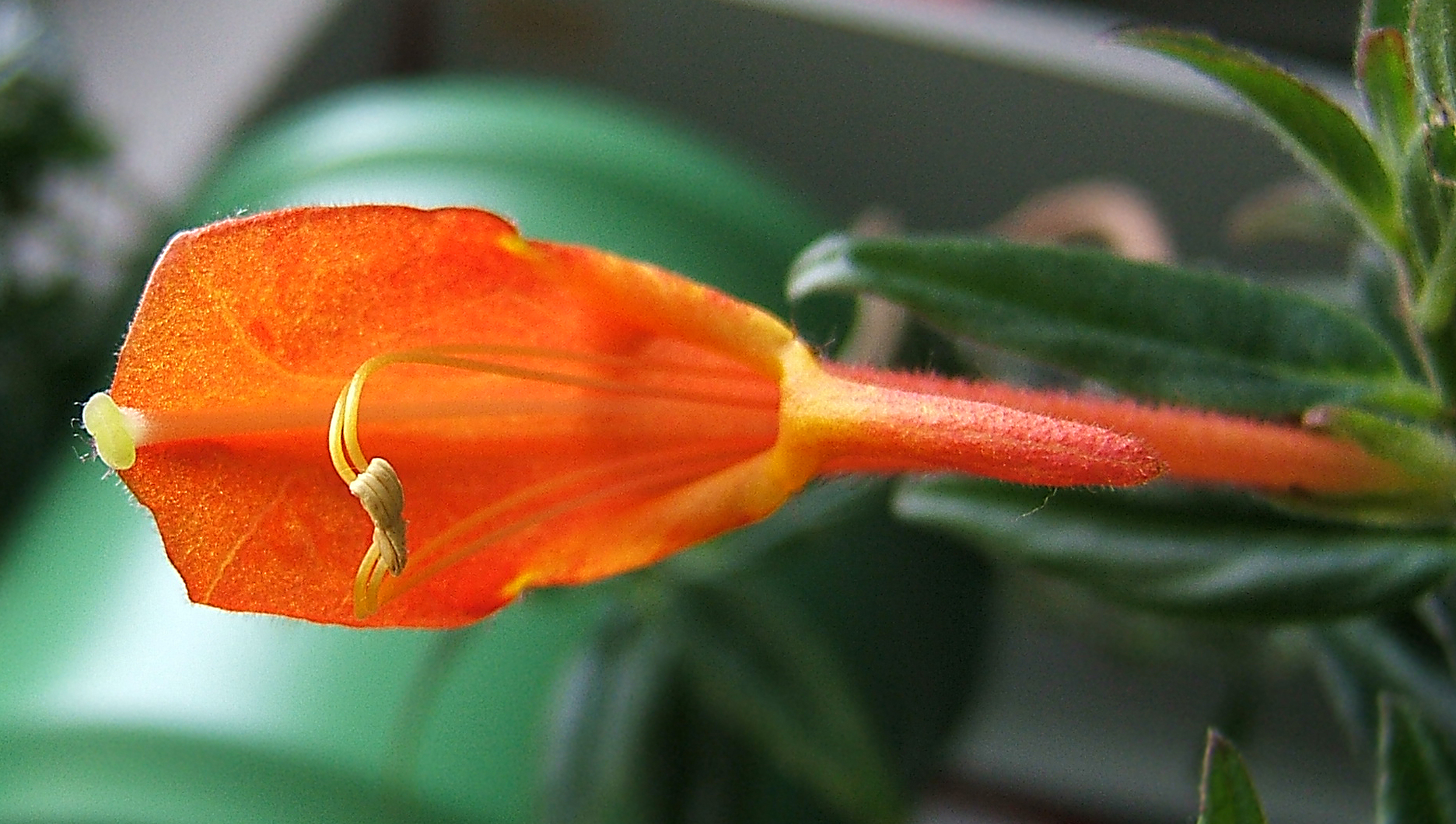